# Norbert Pichler
Norbert Pichler (* 22. Oktober 1938 in Linz) ist ein ehemaliger österreichischer Politiker (SPÖ) und Funktionär der Kammer für Arbeiter und Angestellte Oberösterreich.

## Leben
Pichler besuchte ab 1945 die Volksschule in Naarn im Machlande und ab 1949 die Hauptschule in Perg. In einer ÖBB-Lehrwerkstätte erlernte er ab 1953 den Beruf des Maschinenschlossers und war von 1957 bis 1992 Beamter der Österreichischen Bundesbahnen, zuletzt als Oberinspektor. Von 1979 bis 1984 gehörte er der Kammer für Arbeiter und Angestellte als Kammerrat und von 1984 bis 1991 als deren Vizepräsident an.

## Politik
Pichler war von 1971 bis 1996 Vorsitzender der SPÖ Ortsorganisation von Naarn im Machlande und gehörte dort von 1973 bis 1985 dem  Gemeinderat an, darunter von 1977 bis 1985 als Vizebürgermeister. 
Von 12. Dezember 1983 bis 29. Oktober 1991 vertrat er seine Partei im Bundesrat und wechselte dann in den oberösterreichischen Landtag, wo er von 30. Oktober 1991 bis 30. Oktober 1997 als stellvertretender Klubobmann der Landtagsfraktion fungierte.

## Auszeichnungen
- Großes Silbernes Ehrenzeichen für Verdienste um die Republik Österreich